# Wouw (plant)
De wouw (Reseda luteola) is een plant uit de resedafamilie (Resedaceae). De plant groeit sinds de laatste ijstijd in Europa in het Middellandse Zeegebied. 
Wouw is een een- of tweejarige plant, die in juni, juli, augustus en september met een groot aantal kleine lichtgele tot groene bloempjes bloeit. Hij heeft een weinig vertakte rechtopstaande stengel en lijn- lancetvormige bladeren. De plant kan op een zonnige plaats tot 1 m hoog worden.
Op open, droge, omgewerkte en vaak kalkhoudende plaatsen gedijt de plant goed. In Nederland is dat vooral in de Zuid-Hollandse en Zeeuwse duinen, langs dijken en spoorwegen en in de middenberm van snelwegen. Ook Zuid-Limburg en in ruderale stedelijke gebieden is de soort vrij algemeen, verder is hij zeldzaam.

## Verfplant
Wouw werd al in de prehistorie als verfplant over Europa verspreid. Een van de gebieden waar de plant werd verbouwd was de streek rond de Oost-Vlaamse stad Aalst.
Wouw bevat de kleurstoffen luteoline en apigenine die hem geschikt maken voor gele verfstof. De grootste concentraties bevinden zich in de toppen van de spruiten en in de zaden.
Voor de verfwinning werd de wouw eerst in water met urine gekookt om het vrijkomen van de verfstoffen te bevorderen. Bij het verven van textiel werden aluin en zemelen gebruikt als beits.